# Віленське протистояння 1991 року
Віленське протистояння 1991 року — події політико-силового протистояння що відбулися на території Литви з березня по вересень 1991 року між самопроголошеними формуваннями поляків Литви (за підтримки руху "Єдність" та КДБ) і Литвою. Слід зазначити що відповідні регіони є об'єктом традиційного територіального спору між Литвою і Польщею, так зване "Віленське питання", в 1918-1920 ця територія належала Литві потім в 1920-1939 була окупована Польщею але в 1939 повернута в склад Литовської ССР. 
З початком 1991 року на фоні протистояння між СРСР та Литвою яка проголосила свою незалежність, почався рух литовських поляків за широку автономію районів з польським населенням в складі Литви цей рух почав набувати сепаратистського характеру і протиставлення власної позиції конституційному ладу Литви. Ситуація в південно-східних районах Литви поступово загострювалася особливо з травня 1991 року коли польські формування проголосили "Польський національно-територіальний край в складі Литви" з власною конституцією що в разі утвердження фактично являв собою самопроголошену "державу в державі". Влада Литви гостро засудила цю діяльність але фактично не могла протистояти формуванню цього державного утворення так як територія Литви в цей час значною мірою контролювалася підрозділами армії і міліції СРСР, особливо це стосувалося цих районів де не було майже ніякої опори владних структур Литви. Під час подій ГКЧП польські самопроголошенні формування активно підтримали путчистів та виявили себе як активні противники влади Литви. Після провалу путчу СРСР визнав незалежність Литви і з кінця серпня по початок вересня вивів свої силові підрозділи з Литви. Незалежність Литви була визнана ООН і країнами Світу. 
Не бажаючи втрачати вдалий час розгубленості бунтівників уряд почав операцію по встановленню конституційного ладу в районах південного-сходу Литви. 4 вересня 1991 року Верховна рада Литви прийняла постанову про розпуск бунтівних рад та про пряме управління Солечніцьким і Вільнюським районами, в яких було призначено комісари уряду з широкими повноваженнями. В бунтівні райони були відправлені силові підрозділи Литви які взяли штурмом будівлі що знаходилися під контролем бунтівників. Бунтівники не отримали підтримки із закордону, неочікувано для них їх не підтримала ні Росія не Польща та ЄС. Це було зумовлено багатьма причинами і зайнятістю цих держав власними проблемами та і не бажанням підтримувати прихильників ГКЧП так як небезпека повторного путчу існувала аж до самого кінця 1991 року. В силових структурах СРСР залишалося багато прихильників силового збереження СРСР. Самоврядування цих районів не існувало до березня 1993 року, коли були призначені нові вибори до районних рад. Швидкі та рішучі дії влади Литви по боротьбі з сепаратизмом зумовили ефективне припинення конфлікту на відміну від конфліктів в Абхазії, Південній Осетії чи  Придністров'ї. 